# أشلي هال (لاعب غولف)
أشلي هال (بالإنجليزية: Ashley Hall)‏ هو لاعب غولف أسترالي، ولد في 3 نوفمبر 1983 في ملبورن في أستراليا.

## وصلات خارجية
- الموقع الرسمي
- أشلي هال على موقع رابطة لاعبي الغولف المحترفين (الإنجليزية)
- أشلي هال على موقع رابطة اليابان للاعبي الغولف المحترفين (الإنجليزية)
- أشلي هال على موقع التصنيف العالمي الرسمي للغولف (الإنجليزية)